# Снежнобяла водна лилия
Снежнобялата водна линия (Nymphaea candida) е вид растение от семейство Водни лилии (Nymphaeaceae).
Тя е водно растение, разпространено в застояли сладководни басейни в Евразия. Цъфти през юли – август с бели цветове с жълта средна част и диаметър 10 – 20 сантиметра.